# Официальный вестник президента Украины
«Официальный вестник президента Украины» (укр. «Офіційний вісник Президента України») — информационный бюллетень, целью которого является оперативное и полное обеспечение правовой информацией органов государственной власти, предприятий, учреждений и организаций, доведение актов законодательства Украины до сведения граждан.
Статус официального печатного издания президента Украины бюллетень получил после выхода Указа президента Украины Виктора Ющенко № 102/2007 от 12 февраля 2007 года.

## Цель
В бюллетене официально публикуются на государственном языке акты президента Украины, что способствует упорядочению официального обнародования законов Украины, действующих международных договоров, заключённых от имени Украины, актов Президента Украины, обеспечению регулирования общественных правоотношений на основе действующих актов, предотвращению искажения их содержания, определению порядка вступления их в силу.
Содержание издания отражают следующие основные разделы:
- законы Украины;
- международные договоры, заключённые от имени Украины;
- указы президента Украины;
- распоряжения президента Украины;
- деятельность консультативных, совещательных и других вспомогательных органов и служб, образованных президентом Украины.

## Периодичность
Очередные выпуски бюллетеня выходят дважды в месяц. Также выходят и специальные выпуски бюллетеня, количество которых ненормировано, но не влияет на стоимость подписки. Все официальные документы, которые печатаются в спецвыпусках информационного бюллетеня «Официальный вестник президента Украины», вступают в силу именно со дня их обнародования в этих изданиях.